# Прелепи људи
Прелепи људи (итал. La bella gente) је италијански филм из 2009. године који је режирао Ивано Де Матео. Филм је освојио награду на Филмском фестивалу италијанских филмова у Анси. Због проблема са дистрибуцијом, филм је у Италији први пут премијерно приказан тек 2015. године.

## Радња
Сузана и Алфредо живе средњокласним начином живота, и са сетом се присећају када су као студенти учествовали на левичарским протестима. Када током путовања на село Сузана примети младу девојку из источне Европе, коју макро присиљава на проституцију, одлучује да се умеша и помогне девојци. Алфредо је киднапује представљајући се као муштерија и одводи је код Сузане која јој саопштава своје намере. Девојка почиње да живи са њима неко време али када њихов син Ђулио дође у посету и започне љубавну везу са њом, ситуација почиње да се драстично мења.